# ロタ島
ロタ島（ロタとう、チャモロ語: Luta、英語: Rota）は、アメリカ合衆国内の自治領、北マリアナ諸島の島のひとつである。北にはテニアン島、南にはアメリカ合衆国準州のグアム島がある。面積は85km2で、他のミクロネシアの島々と同じくマリンスポーツやスキューバ・ダイビングなど観光が主な産業であり、日本人旅行者も多く訪れる。

## 地理

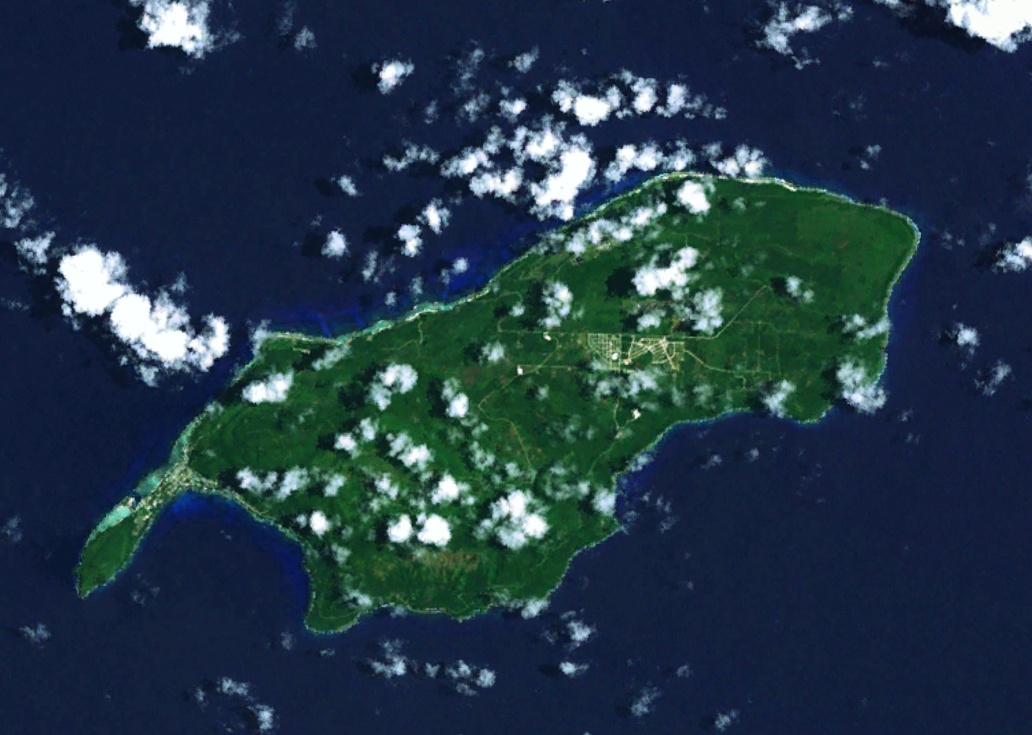
ロタ島

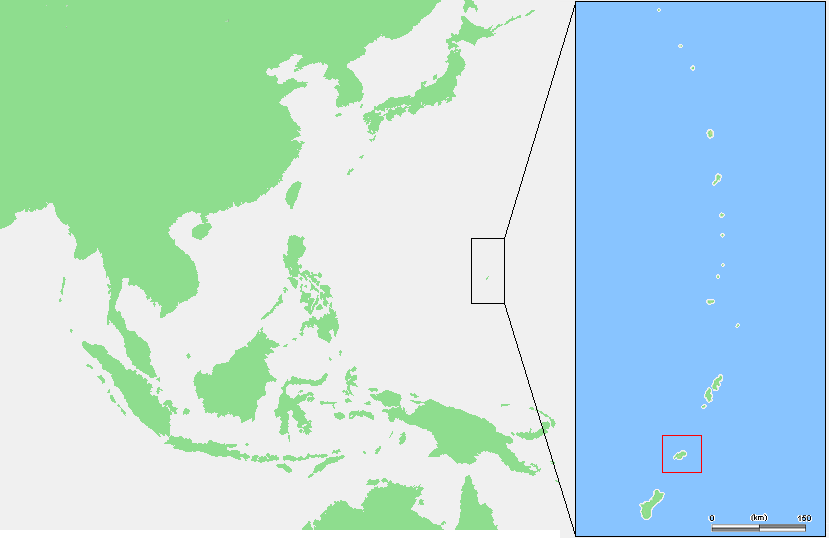
ロタ島の位置

ロタ島は中央部がくびれた形をしており、それを境に東部は平坦な地形をしている。一方、西部はサバナ高原やタイピンゴット山など起伏に富んでいる。

### 地勢
- 面積：85.38km2
- 寸法：長さ - 16.9km、幅 - 4.8km
- 海岸線：61.6km
- 最高所：マニラ山 - 495m
- 距離
  - グアム - 76km
  - テニアン - 101km
  - サイパン - 117km

### 気候
スコールが多いため、サバナ高原には地下水が溜まり、水質も良いことから飲料水として利用されている。日本統治時代、清らかな水と湿潤な気候という好条件に恵まれたサバナ高原の麓に醸造所が建設され、日本酒「南の誉」が生産されていた。太平洋戦争中、米軍の攻撃をあまり受けなかったため、サイパンやテニアンとは異なり、島全体に原生林が多く残っている。

### 人口
アメリカ国勢調査局
- 2000年：3,283人
- 2010年：2,527人

### 地域

#### 主な町
- ソンソン
- シナパロ

## 歴史

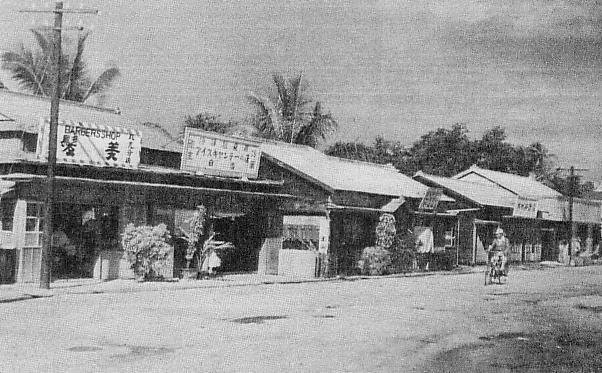
日本統治時代のロタ

### 第一次世界大戦
- 1521年 - ロタはスペイン人により発見され、スペインにより統治される。
- 1899年 - ドイツ・スペイン条約により統治権がドイツへ移される。
- 1914年 - 第一次世界大戦中、大日本帝国軍が赤道以北のドイツ領南洋諸島を占領したことにより、支配権が日本へと移る。
- 1920年 - 国際連盟の委任統治領となる。
- ロタはサイパン、テニアンに比べ島の開拓が遅れ、1934年当時でも在住する日本人はわずか1,000人余りであった。
- 1935年12月 - 製糖工場が完成し、砂糖の生産が開始された。しかし、砂糖の生産はうまくいかず、製糖工場は3年余りで操業停止してしまう。

### 太平洋戦争
太平洋戦争中は、ロタでは地上戦は行われず、周辺から孤立した状態に置かれた。
- 1944年 - 守備隊が増強され、最終的に海軍2,000名（第五六警備派遣隊、設営隊、航空隊基地要員）、陸軍950名に至る[1]。陸海軍総指揮官は、陸軍歩兵少佐の今川茂男が務めた[2]。
  - 1944年6月19日 - マリアナ沖海戦に参加してF6Fヘルキャット戦闘機に追跡された彗星艦上爆撃機（阿部善朗大尉、中島米吉少尉）機が不時着している[3]。この阿部大尉が海軍部隊の指揮官となり、ロタは日本本土空襲に向かうB-29爆撃機の機数・方位を無線で警告する役目を担った[4]。設営隊がいたため、大工、鍛冶屋、理髪、縫製などの専門家に事欠かず、演芸部も編成され、毎日のように空襲を受けながらも比較的平穏な日々が続いた[5]。
- 1945年9月2日 - ステント米海兵隊大佐が率いる駆逐艦が投錨し、アイオワ級戦艦「ミズーリ」(USS Missouri, BB-63)で行われた日本の降伏調印式より1時間遅れた午前11時、ジョン・C・バトラー級護衛駆逐艦「ヘイリガ―」(USS Heyliger, DE-510)艦上で局地降伏調印式が行われた[6]。日本側からは守備隊長であった今川茂雄少佐（独立混成第10連隊長代理）がこれにあたった[7]。。

9月4日に、日本海軍1,853名、日本陸軍947名がロタを離れグアム島の収容所で約1年間労役に服した後、1946年10月から12月にかけて浦賀港へ復員した。ロタ島内での戦没者は海軍152名、陸軍84名だった。

### 戦後
- 戦後は国際連合によるアメリカ合衆国の信託統治領となる。
- 1978年以降はアメリカ合衆国の自治領となる。

## 対外関係

### 姉妹都市・提携都市
提携都市
- 可児市（日本国 中部地方 岐阜県）
1995年に市内で開催された「花フェスタ'95ぎふ」を契機に、花をキーワードとして1995年8月20日に友好都市提携が結ばれた。

## 教育

### 大学
- 北マリアナ大学ロタキャンパス

## 交通

### 空路
・サイパン国際空港　・テニアン国際空港 ・グアム国際空港など

#### 空港
- ロタ国際空港

## 観光

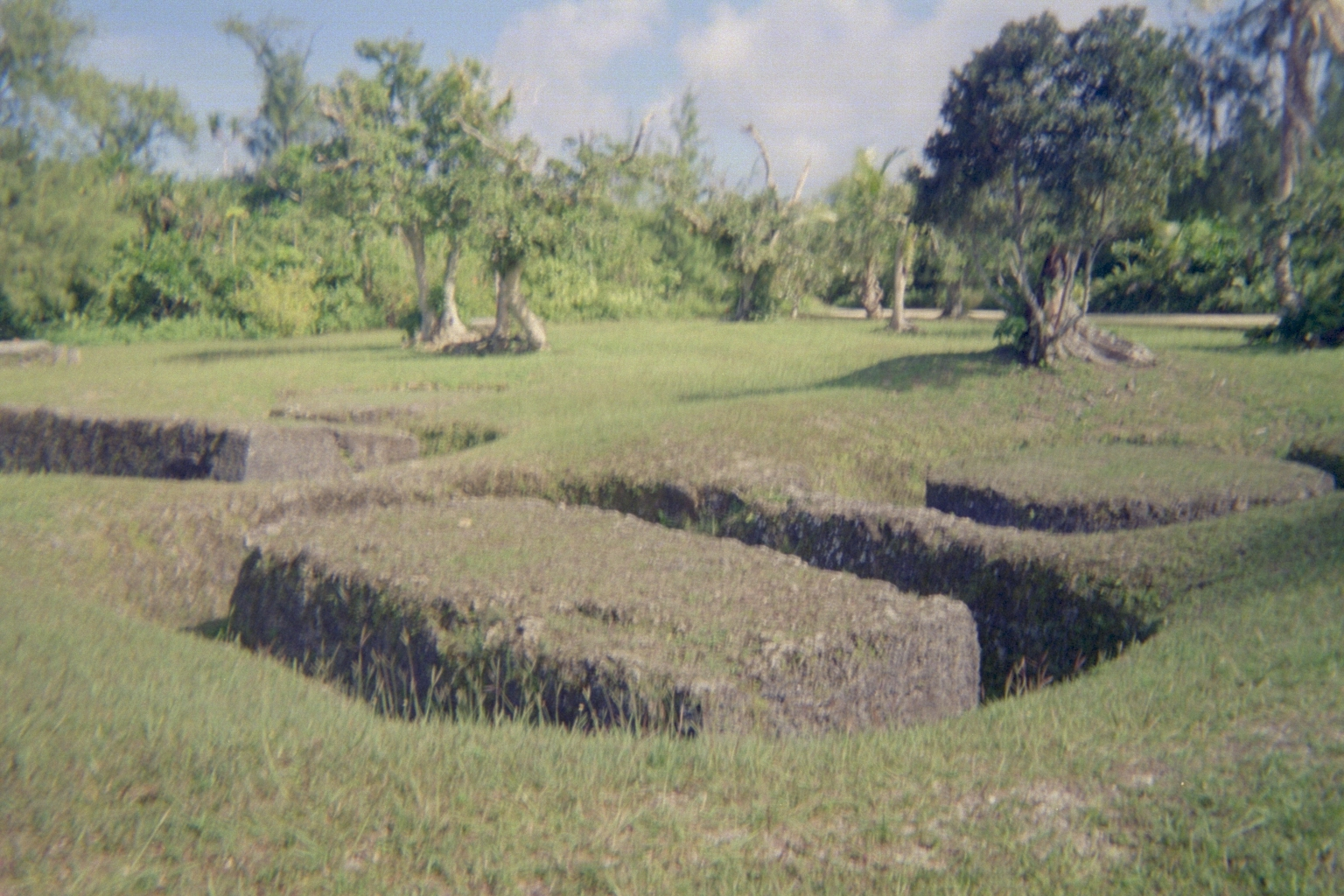
タガ・ストーン遺跡

### 名所・旧跡
主な遺跡
- タガストーン遺跡

タガストーン遺跡は、古代チャモロ族の遺跡。古代チャモロ王朝時代に使われたラッテ・ストーンの石切り場であり、ここで切り出した石をサイパンやテニアン、グアムまでカヌーで運んだとされる。
主な史跡
- 日本統治時代史跡
  - 赤煉瓦造りの製糖工場跡
  - 旧日本軍砲台跡

### 観光スポット

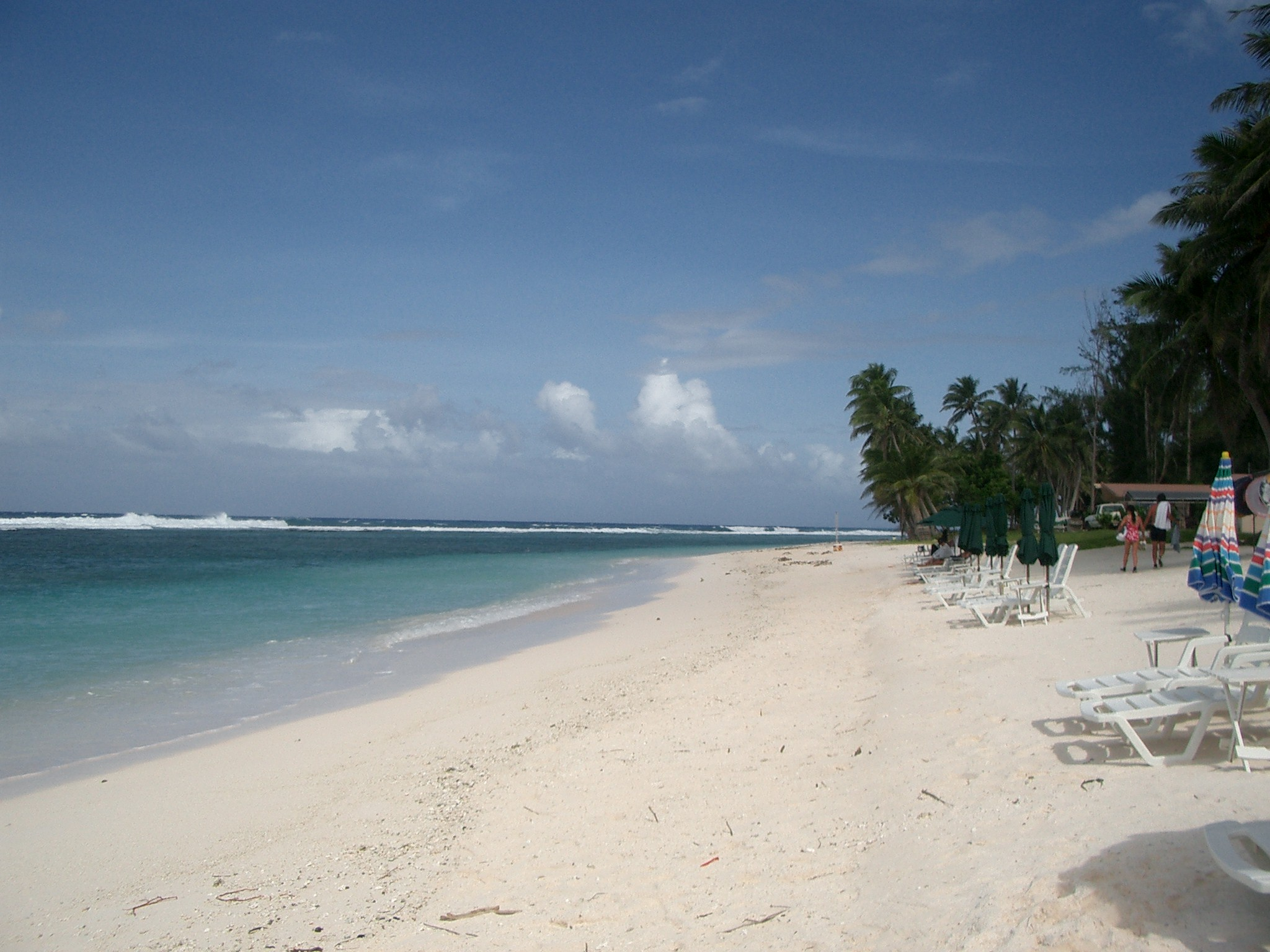
テテトビーチ

- 千本椰子

千本椰子は太平洋戦争後、アメリカ軍によってヤシの木が1,000本植えられたことから、その名が付けられた。台風などの影響で当時の木は減少したが、新しい芽が育っている。
- ロタ松島

ロタ松島は、珊瑚礁のラグーン内に点在する小島。日本三景の松島の風景に似ていることから、日本からの移民により名づけられた。
- オッゴ滝

オッゴ滝は、ロタ最大の川であるオッゴ・リバーの上流にある滝。ロタは北マリアナ諸島の中で最も豊富な水を育んでおり、滝つぼには淡水魚が多く生息している。
- サン・フランスシスコ・デ・ボルハ教会

サン・フランスシスコ・デ・ボルハ教会は、ソンソン村の中心にある島唯一のカトリック教会で、島民の信仰の中心となっている。教会の鐘は戦時中に使われた砲弾が使われている。
- トンガ洞窟

トンガ洞窟は、ソンソン村の北にある天然の鍾乳洞。南太平洋のトンガからカヌーで渡来した人々が居住したことから名付けられた。太平洋戦争中は日本軍の野戦病院として使用され、「神威洞」と呼ばれていた。
- ロタ洞窟博物館

ロタ洞窟博物館は、タタチョ岬の近くにある洞窟を展示場にした博物館。洞窟は高さ30m、奥行き80mもあり、日本統治時代は日本軍の弾薬庫として使われていた。古代チャモロ人が使っていた土器やスペイン統治時代・日本統治時代の日用品、太平洋戦争で使用した武器などが常設展示されており、ロタの歴史を垣間見ることができる。
ビーチ
- テテトビーチ

#### 宿泊施設
- ロタリゾート＆カントリークラブ

ロタリゾートは、ロタ唯一のリゾートホテルで、スパやゴルフ場を併設している。レストランでは自家農園で収穫した野菜や近海で獲れた魚介類を提供している。
ロタカントリークラブは、1996年にオープンしたロタ島唯一のゴルフコース。丘陵地の地形や樹木などの自然を活かした設計になっていて、自然との共存がコンセプトになっている。

## コーヒー
2018年6月、フォレストコーヒーが発見された。

## 関連人物
- ビクター・ホッコック（政治家）
- ベンジャミン・マングローナ（政治家）